# رتبه‌بندی نیلسن

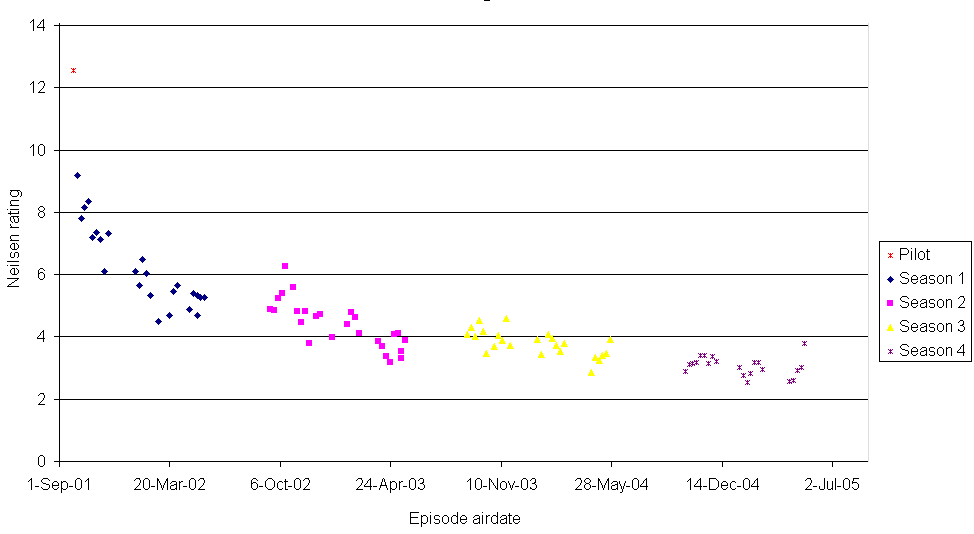
نمونه نمودار با استفاده از رتبه بندی نیلسن با سری "Strak Trek Enterprise" در سال 2007.

رتبه‌بندی نیلسن (انگلیسی: Nielsen ratings) یک نظام اندازه‌گیری و سنجش تعدادِ مخاطبان و تماشاگران است که نخستین بار توسط «رابرت اف. اِلدر» و «لوئیس اف. وودراف» ایجاد شد و سپس به «شرکت نیلسن» فروخته شد. این سیستم به اندازه‌گیری تعداد و ترکیب‌بندی تماشاگران و مخاطبان برنامه‌های رادیویی و تلویزیونی در ایالات متحده آمریکا می‌پردازد. شرکت نیلسن در سال ۲۰۲۲ به دلیل گزارش‌های نادرست داده‌ها در دوران دنیاگیری کووید-۱۹، اعتبار خود را از سوی شورای رتبه‌بندی رسانه‌ها (MRC) از دست داد، اما در آوریل ۲۰۲۳ دوباره این اعتبار را به دست آورد.
بنیاد «پژوهش‌های رسانه‌ای نیلسن» بعدها توسط «آرتور سی. نیلسن» بنیان نهاده شد. او یک تحلیل‌گر بازاریابی بود که کارش را در دههٔ ۲۰ میلادی در زمینه تحلیلِ تبلیغاتِ نامِ تجاری آغاز کرده بود و در دههٔ ۳۰ میلادی، بیشتر در زمینه بازاریابی رادیویی و تحلیل بازار رادیو فعالیت می‌کرد که در اوج کاری خود، به «رتبه‌بندی رادیویی نیلسن» منجر شد. او در این راه، آمار دقیقی از برنامه‌های رادیویی و بازارِ کاری آن، برای تهیه‌کنندگان و تولیدکنندگان فراهم می‌آورد.
نخستین رتبه‌بندی برنامه‌های رادیویی در هفتهٔ اولِ ماه دسامبر ۱۹۴۷ منتشر شد که طی آن، ۲۰ برنامهٔ برتر رادیویی در ۴ حوزهٔ گوناگون ارزیابی شده بود: (۱) تعداد کلی مخاطبان (۲) میانگین شنوندگان (۳) تعدادِ تجمعی مخاطبان (۴) میزان ارزش پولی‌ای که هر خانوار با در نظر گرفتن استعداد و زمان‌سپری شده، صرف کرده‌است.
در سال ۱۹۵۰، نیلسن به تلویزیون روی آورد و از همان روشی که برای رتبه‌بندی رادیویی استفاده می‌کردند، برای رده‌بندی تلویزیونی هم استفاده کرد. از آن هنگام تاکنون، این روش، راه‌کارِ اصلی سنجش تعداد مخاطبان و تماشاگران و همچنین آمارهای مربوط به آن، در صنعتِ تلویزیونیِ سرتاسر دنیا بوده‌است. در سپتامبر ۲۰۲۰، نیلسن شروع به تهیه فهرست هفتگی از ۱۰ برنامه پربیننده در پلتفرم‌های استریم کرد.